# Lakhon nai

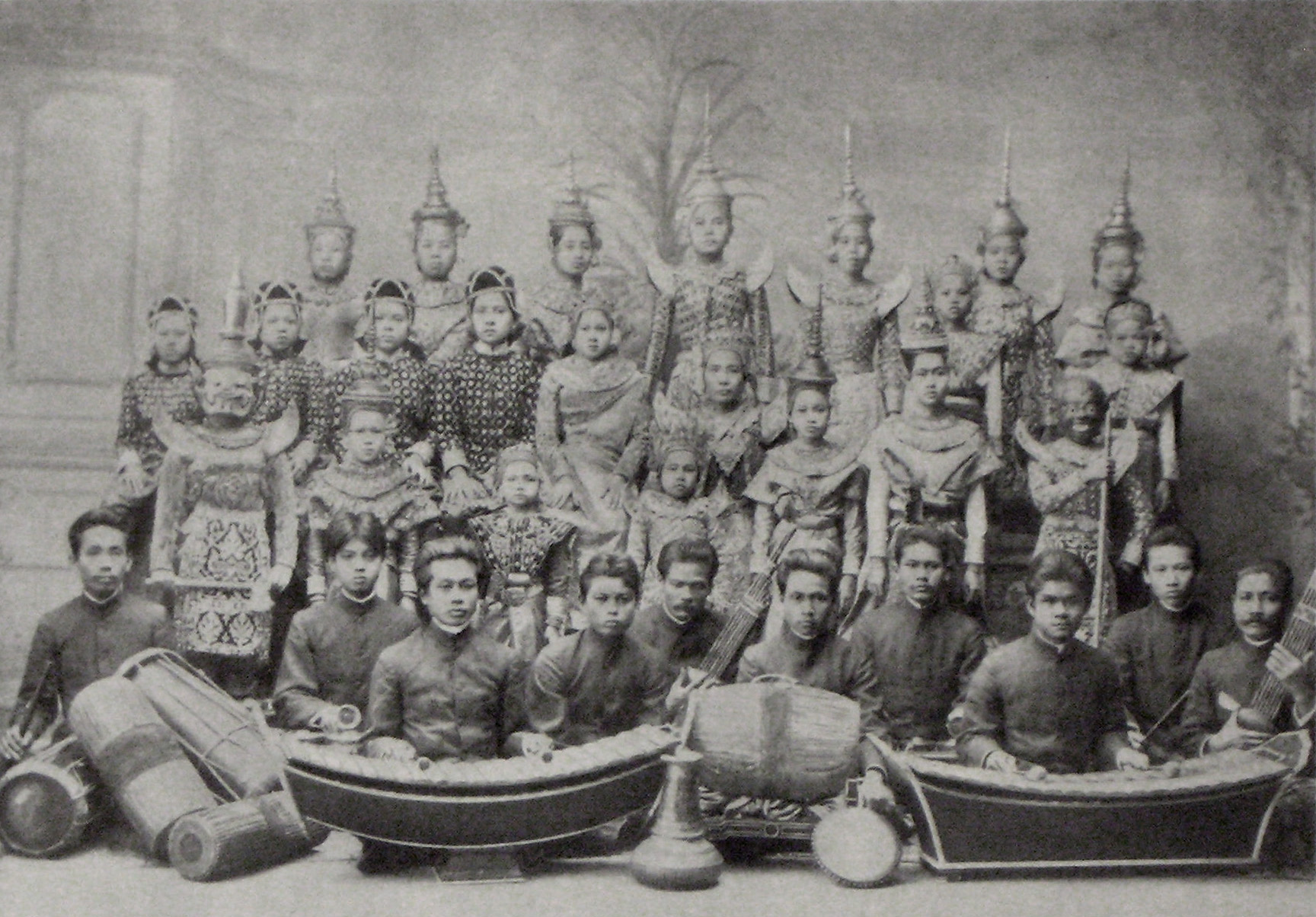
Troupe de théâtre siamoise vers 1900, probablement avant leur départ pour Berlin.

Le lakhon nai (thaï : ละครใน, prononcé [lā.kʰɔ̄ːn nāj] est un art du spectacle thaïlandais originaire de la cour royale de Thaïlande (anciennement Siam). Il se caractérise par une chorégraphie lente accompagnée par un ensemble de piphat (en). Le répertoire du lakhon nai ne comprend que quatre épopées : le Ramakien, Unarut (Aniruddha), l'Inao (Panji) et le Dalang (une version plus grande de l'Inao)

## Étymologie
lakhon signifiant théâtre et nai intérieur, par opposition au lakhon nok, spectacle d'extérieur. Lakhon nai serait une contraction de lakhon nang nai (ละครนางใน), ou "théâtre des femmes du palais". 
Si une variante de ce genre avec des interprètes masculins est appelée lakhon nai phu chai (thaï : ละครในผู้ชาย ; Système général royal de transcription du thaï : lakhon nai phu chai), le lakhon nai était jouée à l'intérieur du palais exclusivement par des femmes.

## Histoire
Le lakhon nai remonte peut-être à l'ancienne danse dramatique des Khmers. La première référence écrite au lakhon nai remonte toutefois à la royaume d'Ayutthaya.
Il était interprété par les jeunes filles royales du harem du roi, et les représentations ne pouvaient être vues que par le roi lui-même, ses invités et les membres de la cour. Au début de la période de Bangkok, les rois thaïlandais entretenaient encore de grands gynécées, auxquels les vassaux "donnaient", principalement pour des raisons politiques, leurs belles-filles, à qui l'on enseignait la danse classique au palais..
Le début de la période de Bangkok a été l'âge d'or du lakhon nai, mais Rama III l'a interdit, ainsi que d'autres formes de théâtre de cour, dans la première moitié du XIXe siècle. Le khon (théâtre masqué et dansé) s'est remis de cette brève interdiction, mais le lakhon nai a eu du mal à survivre, et il a perdu de sa popularité à la fin du XIXe siècle, lorsque le réalisme a commencé à s'imposer.

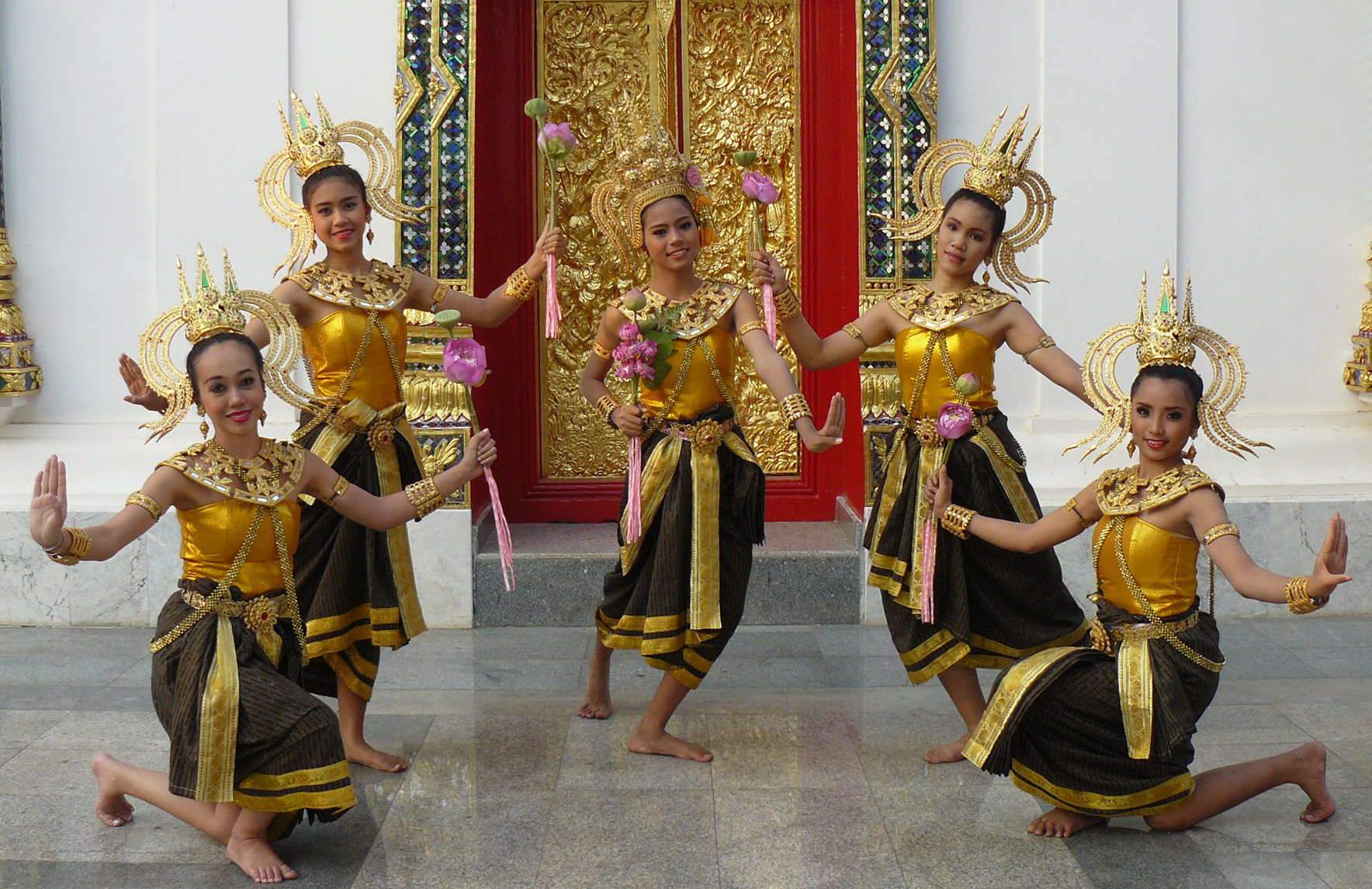
Spectacle de danse classique thaïlandaise dans la province d'Uttaradit